# Jock Rutherford
John „Jock“ Rutherford (* 12. Oktober 1884 in Percy Main, Northumberland; † 21. April 1963 in Neasden) war ein englischer Fußballspieler.

## Leben und Karriere
Rutherford spielte während seiner langen Karriere über 600 Spiele in der englischen Meisterschaft oder im FA Cup, obwohl er vier Jahre im Ersten Weltkrieg kämpfte. Der Engländer begann seine Karriere bei Newcastle United 1902, wo er bei seinem Debüt gegen West Bromwich Albion gleich zweimal ins Schwarze traf. Mit den Magpies gewann er drei englische Meisterschaften (1905, 1907, 1909) und einmal den englischen Pokal (1910). 1913 wechselte der linke Mittelfeldspieler zum FC Arsenal. Bei den Gunners blieb er auch in der Kriegszeit um für die Londoner Spiele im Football League War Cup zu absolvieren. Im März 1923 verließ er die Gunners Richtung Stoke City. Bei Stoke spielte Rutherford zwei Jahre, um dann seinen Rücktritt vom Fußball bekannt zu geben. Nach nur einem Jahr "Ruhestand" gab er 1926 sein Comeback im Dress von FC Arsenal. Sein letztes Spiel für die Gunners gab er am 20. März 1926 gegen Manchester City, was ihm zum Ältesten je eingesetzten Spieler des FC Arsenal bis heute macht. Nach nur einem Jahr ließ er dann seine Karriere bei Clapton Orient bis 1927 ausklingen und beendete diese dann endgültig. International spielte der linke Mittelfeldspieler elfmal für die englische Fußballnationalmannschaft. Sein Debüt gab er am 9. April 1904 gegen Wales. Das letzte Spiel im Dress der Three Lions absolvierte er gegen Böhmen 1908. Nach seinem Karriereende lebte Rutherford in Neasden einem Stadtteil Londons und führte ein Wein- und Spirituosengeschäft.
Sein Sohn John spielte ebenfalls ein Ligaspiel für den FC Arsenal. Sein Urenkel Greg Rutherford ist der englische Rekordhalter im Weitsprung und gewann Goldmedaillen bei den Olympischen Spielen 2012, den Europameisterschaften 2014 und den Weltmeisterschaften 2015.
Jock Rutherford starb 1963 im Alter von 78 Jahren.

## Erfolge
- 3 × englischer Meister mit Newcastle United 1905, 1907, 1909
- 1 × englischer Pokalsieger mit Newcastle United 1910

| Personendaten    | Personendaten                          |
| ---------------- | -------------------------------------- |
| NAME             | Rutherford, Jock                       |
| ALTERNATIVNAMEN  | Rutherford, John (Geburtsname)         |
| KURZBESCHREIBUNG | englischer Fußballspieler und -trainer |
| GEBURTSDATUM     | 12. Oktober 1884                       |
| GEBURTSORT       | Percy Main, Northumberland             |
| STERBEDATUM      | 21. April 1963                         |
| STERBEORT        | Neasden                                |